# Thomas Henry Kavanagh

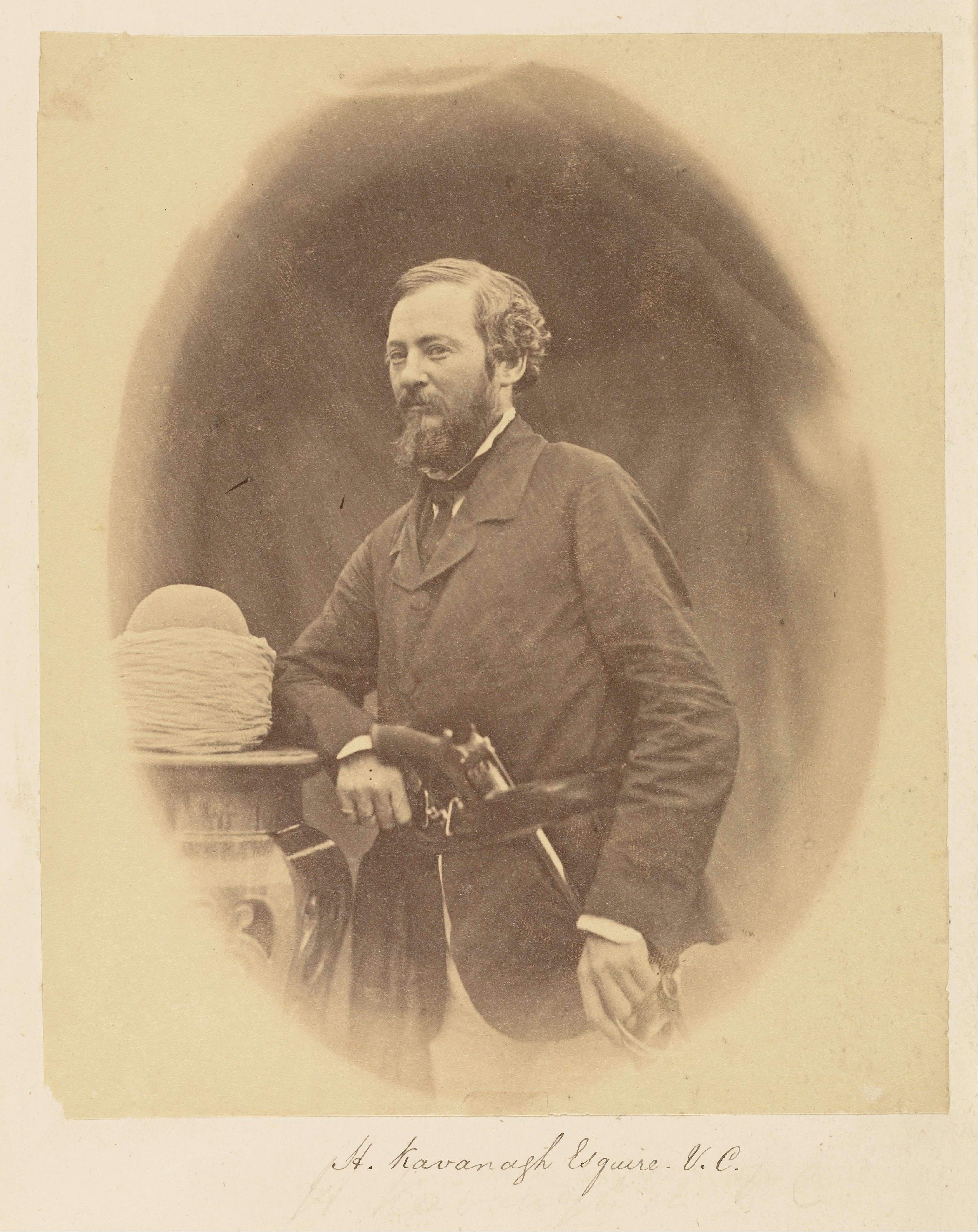
Thomas Henry Kavanagh

Thomas Henry Kavanagh (* 15. Juli 1821 in Mullingar, County Westmeath, Irland; † 11. November 1882) war ein britischer Zivilist, der während des Indischen Aufstands von 1857 in England Berühmtheit erlangte. Wegen einer erfolgreichen Mission während der Belagerung von Lakhnau wurde er mit dem Victoria-Kreuz, der höchsten britischen Tapferkeitsmedaille, ausgezeichnet und ist eine der wenigen Zivilpersonen, die diese Auszeichnung erhielten. In der britischen Öffentlichkeit erlangte er Popularität.

## Hintergrund
Thomas Henry Kavanagh war ein Zivilbeamter des Bengal Civil Service, einer Zivilverwaltung der Britischen Ostindien-Kompanie. Er arbeitete in Lakhnau, einer der britischen Garnisonstädte in der Präsidentschaft Bengalen. Lakhnau war einer der bedeutenden Standorte der Briten und wurde ab Juni 1857 von aufständischen Truppen belagert. Britische Zivilisten, loyale indische Soldaten sowie britische Soldaten hatten sich in einer der Residenzen in Lakhnau verschanzt und leisteten über Wochen heftigen Widerstand. In der belagerten Residenz brach jedoch sehr früh Cholera und Ruhr aus, so dass im August täglich mehr als 20 Personen der Belagerten nicht nur durch den Beschuss durch die indischen Truppen starben, sondern auch an Krankheiten. Sir Henry Havelock versuchte bereits im September die Garnison, der man auf britischer Seite hohen strategischen und symbolischen Wert beimaß, zu entsetzen. Seine Truppen erlitten jedoch während des Vormarsches auf die Garnison so hohe Verluste, dass eine Evakuierung der Belagerten nicht möglich war. Die Truppen blieben zur Verstärkung der Belagerten in Lakhnau. Im November erreichten neue britische Truppen unter Führung von Sir Colin Campbell die Nähe der Garnison. Angesichts der zahlenmäßigen Übermacht der indischen Aufständischen bestand allerdings die Gefahr, dass sie ähnlich wie zuvor die Truppen von Sir Henry Havelock so hohe Verluste erleiden würden, dass ein Entsatz der belagerten Truppen erneut scheitern würde.
Thomas Henry Kavanagh bot sich am Abend des 9. Novembers an, einen Plan zu Sir Colin Campbell zu schmuggeln, der ihm genauere Information über die Aufstellung der indischen Truppen geben sollte. Dieser Vorschlag wurde zunächst von Sir James Outram und Henry Havelock abgelehnt, weil aus ihrer Sicht keine Chance für einen Europäer bestand, durch die indischen Linien zu gelangen. Kavanagh überzeugte sie, nachdem sie ihn in indischer Verkleidung nicht erkannten und zurechtwiesen, nachdem er sich in ihrer Gegenwart ohne Aufforderung gesetzt hatte. Thomas Henry Kavanagh brach abends um 20 Uhr 30 auf und erreichte gemeinsam mit einem indischen Begleiter am folgenden Morgen um fünf Uhr die Truppen von Sir Colin Campbell. Der Militärhistoriker Saul David schrieb über die Ereignisse dieser Nacht, dass sie vermutlich ein Kapitel eines Buches füllen würden.  Unter anderem verirrte sich Kavanagh, fiel in einen Kanal und wurde wiederholt von misstrauischen Sepoys befragt. Für diese Tat erhielt er das Viktoria-Kreuz und war damit der dritte Zivilist, dem diese Auszeichnung bis dahin verliehen worden war. Die beiden anderen, William McDonnel und Rose Mangles, waren wie er Angestellte des Bengal Civil Services und wurden für ihre Taten in Arrah am 30. Juli 1857 ausgezeichnet.